# 日本ばね学会
日本ばね学会（にほんばねがっかい、英名 Japan Society of Spring Engineers）は、ばねに関する学術・技術の発展を目的とする学会。
事務局を東京都千代田区神田美倉町12 MH-KIYAビル3階に置いている。

## 沿革
概略
- 1947年 - 「ばね技術研究会」発足
- 1948年 - 日本バネ協会（1963年日本ばね工業会に改称）設立、協力体制確立
- 1996年 - ばね技術研究会は独自の歩み開始
- 2005年 - ばね技術研究会が発展的に解消、「日本ばね学会」誕生

## 事業
- 会報・論文集・図書の刊行、講演会・交流会・懇話会・講習会・セミナー・勉強会の開催、国際業務・交流、調査・研究、共同研究、標準化活動など[1]

## 学会誌
- 『ばね論文集』